# Rue Joseph-Serlin
La rue Joseph-Serlin est une voie du quartier des Terreaux dans le 1e arrondissement de Lyon, en France. D'orientation est-ouest, elle relie la place des Terreaux et le quai Jean-Moulin dans le 1er arrondissement de Lyon. 

## Origine du nom
Elle porte le nom de Joseph Serlin (1868-1944),homme politique français assassiné par les armées d'occupation allemandes le 7 janvier 1944, pour sa participation à la résistance.

## Histoire

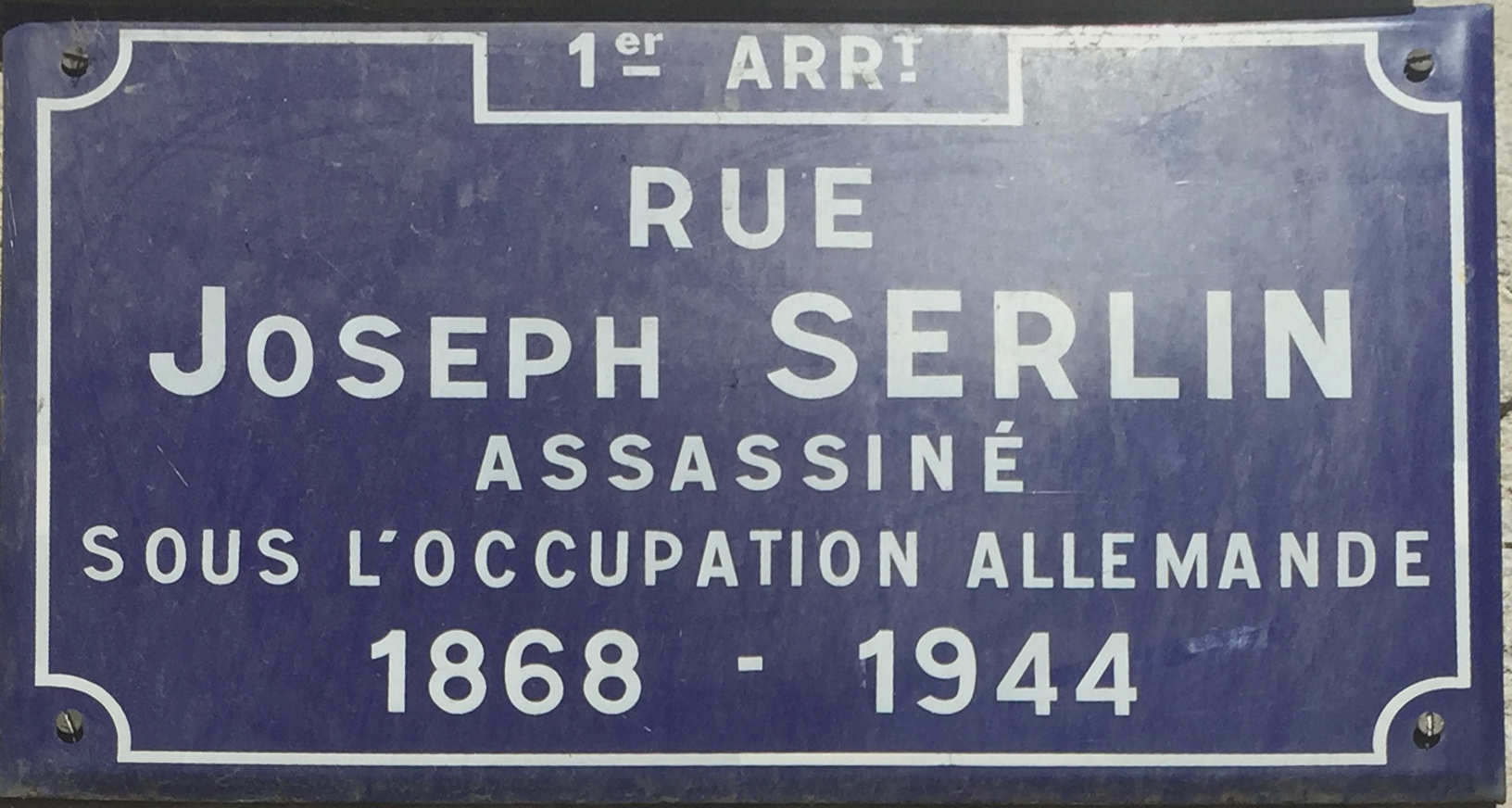
Plaque de la rue Joseph-Serlin.

Elle porte anciennement les noms de rue Lafont et rue des Écloisons. Louis Maynard attribue ce nom d'« écloisons » au écluses qui barraient le canal entre Rhône et Saône. Le nom de Lafont provient lui, d'une famille lyonnaise d'où est notamment issu Mathieu de La Font, administrateur des hospices et échevin en 1691 et 1692.

## Lieux d'intérêt
Son trottoir nord abrite, dans sa partie ouest l'hôtel de ville, en son centre, la place de la Comédie qui clôt la partie septentrionale de la rue de la République, et l'opéra de Lyon.